# Multimedia-Guide

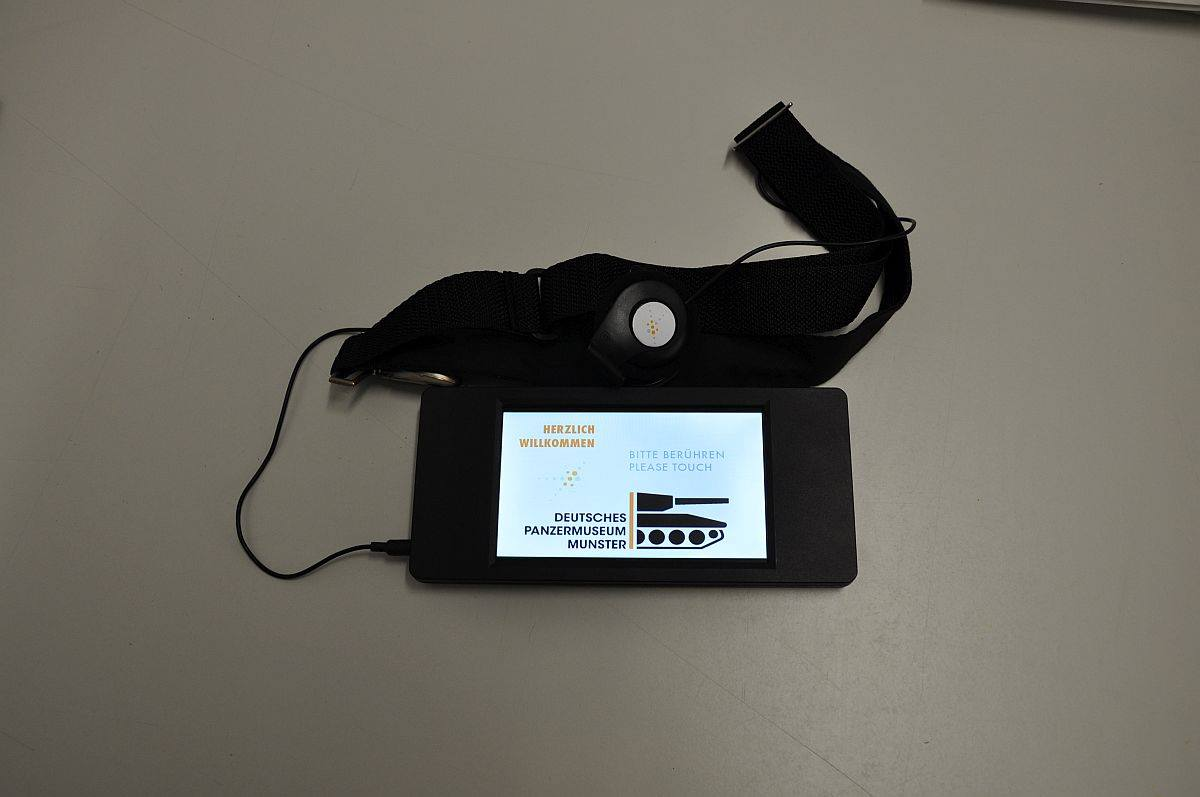
Ein Multimedia-Guide des Deutschen Panzermuseums Munster.

Ein Multimedia-Guide (auch Media-Guide genannt) ist ein mobiles, digitales Führungssystem, das mit einem mobilen Endgerät (z. B. PDAs, Smartphones oder Portable Media Players) verschiedene Medien zur Information anbietet. Er ist eine Weiterentwicklung des Audioguides und kann zusätzlich zu Sprache, Musik und Tönen auch stehende und bewegte Bilder darstellen. Multimedia-Guides werden meist in großen Museen eingesetzt. Besucher können einen Multimedia-Guide entweder für die Dauer des Besuchs ausleihen oder die Inhalte auf ihrem eigenen Endgerät abspielen.

## Definition und Funktionen
„Multimedia-Guide“ ist ein Kunstwort aus Multimedia (lateinisch „viele Medien“) und Guide (engl. „Führer“, im Sinne von Museumsführer). Mit einem Multimedia-Guide können Informationen wie Text, Sprache, Bilder, Videos, Animationen, Geräusche, Musik und Grafiken vom Nutzer abgerufen werden, um Objekte, Sehenswürdigkeiten, Sachverhalte und Routen besser zu verstehen. Der Multimedia-Guide ist somit die Weiterentwicklung des Audioguides, der nur gesprochenen Text, Musik und Töne wiedergeben kann.
Die meisten Multimedia-Guides werden über einen Touchscreen gesteuert. Die Navigation kann über eine Menüführung, über Nummerneingabe oder mittels Lageplänen stattfinden. Manche Multimedia-Guides bieten die Möglichkeit, Informationen abhängig vom derzeitigen Ort des Betrachters automatisch abzuspielen. Ein Film zu einem Gemälde kann beispielsweise gezeigt werden, wenn sich der Museumsbesucher mit dem Multimedia-Guide vor dem Gemälde befindet. Technisch kann dies über Kommunikation mit WLAN, Infrarot, RFID oder Bluetooth geschehen. Die Ortsbestimmung per GPS ist in Innenräumen nicht zuverlässig möglich.

## Gebrauch
Ein Multimedia-Guide geht in seinen Vermittlungsmöglichkeiten weiter als ein Audioguide. Verschiedene Medien können benutzt werden, um Sachverhalte anschaulicher zu vermitteln. In einer Ausstellung kann der Multimediaguide Fotos von Vergleichsobjekten anzeigen oder Detailansichten anbieten, die sonst im Verborgenen blieben. Durch Animationen oder kurze Videosequenzen können dem Nutzer Sachverhalte oder Prozesse leicht verständlich erklärt werden. Kunstkritiker sehen allerdings gerade in den bewegten Bildern und extensiven Menüs in Multimedia-Guides die Gefahr der Ablenkung vom eigentlichen, authentischen Objekt.
Einige Multimedia-Guides bieten Zusatzfunktionen. Besucher können bereits von zu Hause über das Internet eine eigene Führung zusammenstellen und diese im Web speichern. Ihnen wird automatisch ein Zahlencode mitgeteilt, über den die Führung am PDA individuell wieder aufgerufen werden kann. Objekte oder Informationen, die dem Nutzer gefallen haben, kann er digital markieren. Diese können im Anschluss als persönlicher Ausstellungskatalog gedruckt oder auf CD gebrannt werden. So kann der Besucher seinen persönlichen Katalog oder CD zur Dokumentation, Nachbearbeitung oder als Erinnerung mitnehmen.
Multimedia-Guides haben gegenüber reinen Audioguides auch den Vorteil, dass Content in Gebärdensprache für gehörlose Personen darauf gespeichert werden kann. Dabei erscheint auf dem Bildschirm bei Aufruf einer Nummer ein Video in Gebärdensprache anstelle von Audio-Inhalten. Auch in Leichter Sprache oder als Audiodeskription für sehgeschädigte Menschen können Inhalte angeboten werden, so dass Mediaguides im Bereich der Barrierefreiheit einen Fortschritt für die Inklusion darstellen.
Multimedia-Guides werden in Museen und Kunsthallen, auf Messen und in Showrooms und bei Werksführungen eingesetzt. Aber auch außerhaus bei Stadtführungen, in Tiergärten etc., um Informationen zu Sehenswürdigkeiten anschaulich am Gegenstand zu vermitteln.

## Technik

### Besucherortung
Neben der Menüsteuerung am Gerät gibt es unterschiedliche Möglichkeiten der automatischen Positionierung durch Signalgeber, wie z. B. WLAN, Bluetooth, Funk oder Infrarot. Beim technisch recht einfachen Einsatz von Infrarotsendern zur Standorterkennung wird eine Standortinformation von einem Infrarotsender an die Geräte in Reichweite gesendet. Bei diesem halbautomatischen System wird der zugehörige Inhalt über ein Lichtsignal aufgerufen. Der Besucher muss dazu mit seinem Gerät bewusst auf die Sender zeigen, die in max. zehn Metern Entfernung an Wänden oder Säulen montiert sind.
Die Platzierung von Induktionsschleifen in der Ausstellung stellt eine weitere Möglichkeit der Besucherortung dar. Hierbei werden Induktionsschleifen vor allem an exponierten Stellen im Boden verlegt. Sobald der Besucher eine solche Schleife erreicht, wird die zugeordnete Information auf dem mobilen Gerät aktiviert. Im Gegensatz zur Infrarot-Technik sind hierbei größere Eingriffe in die Bausubstanz notwendig.
Für die Ortung im Museumsgebäude kann auch vorhandene WLAN-Infrastruktur genutzt werden. Diese Ortung kann bis auf einen Meter genau sein, flächendeckend lässt sich eine solche Genauigkeit jedoch technisch nicht erreichen.
Über GPS (Global Positioning System) kann der Standort des Nutzers außerhalb von Räumen festgestellt werden. Dieses Ortungssystem ermöglicht die Anwendung des Multimedia-Guides als digitalen Stadtführer oder Routenplaner zu bestimmten Themen.

### Datenübertragung/Datenspeicherung
Es bestehen zwei Möglichkeiten Informationen auf dem PDA bereitzustellen. Dateien können auf der Speicherkarte des Taschencomputers abgelegt werden und sind somit statisch. Die Datenübertragung über WLAN (drahtloses lokales Netzwerk) ermöglicht eine dauerhafte Aktualisierung der Informationen. Die Reichweite dieser Netze liegt je nach Umgebung zwischen 30 und 100 Metern. Inhalte können über ein CMS zur Verfügung gestellt werden.